# Mittelstraße 13

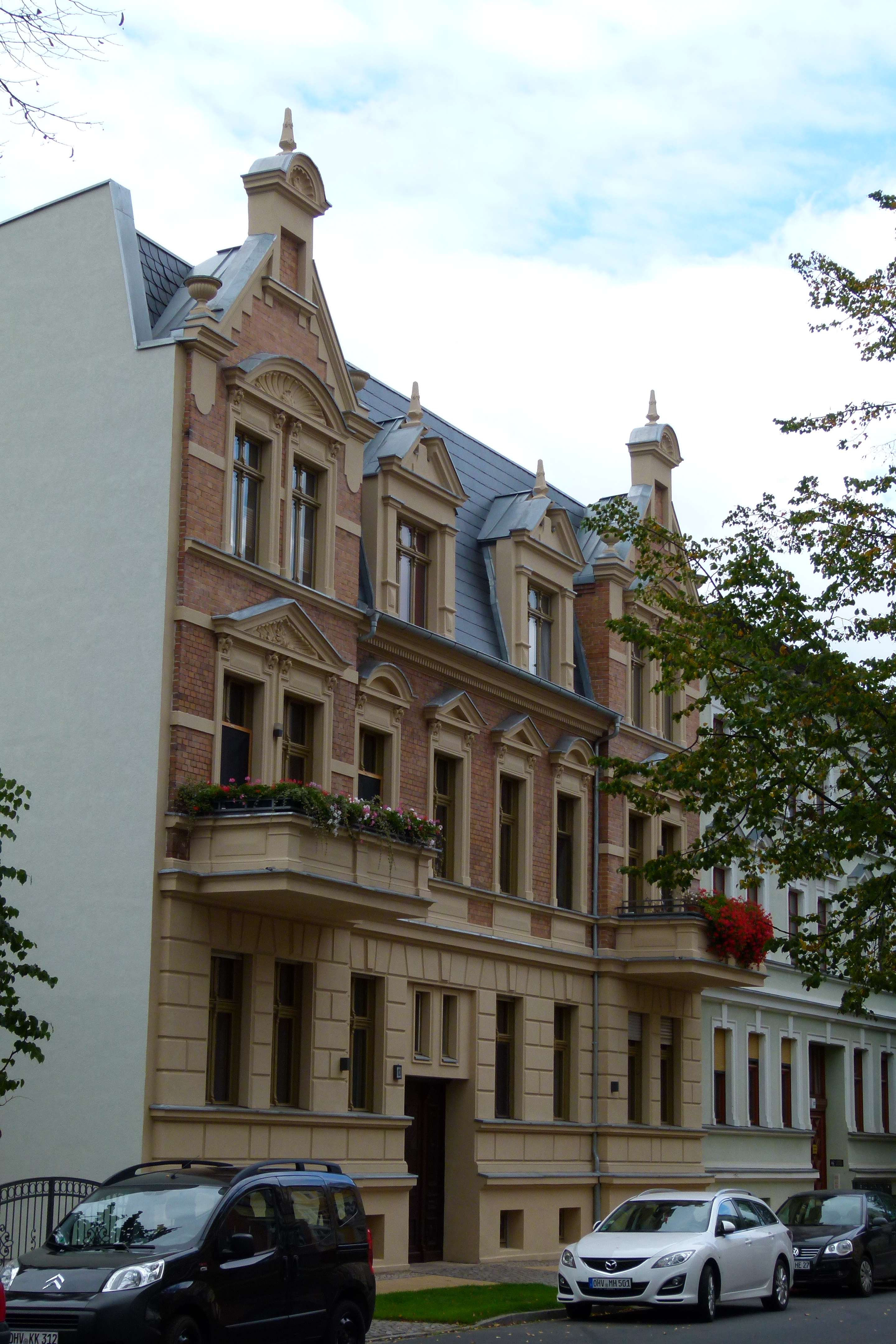
Mittelstraße 13

Das Gebäude Mittelstraße 13 ist ein Baudenkmal in der Stadt Velten im Landkreis Oberhavel im Land Brandenburg.

## Architektur und Geschichte
Das von 1896 bis 1897 errichtete massive dreigeschossige Wohngebäude mit einer verklinkerten und verputzten Fassade hat acht Achsen und ein Berliner Dach. Zum denkmalgeschützten Ensemble gehört noch ein Nebengebäude.